# Tahir Elçi
Tahir Elçi (Cizre, 1966. – Diyarbakır, 2015. november 28.) kurd ügyvéd és a Diyarbakıri Ügyvédi Kamara elnöke volt. Délkelet-Törökországban, Diyarbakır Sur kerületében lett gyilkosság áldozata 2015. november 28-án. Sajtótájékoztatóját egy helyi mecset közelében tartotta, ahol a török kormányt felszólította a PKK ellen irányuló harc megszüntetésére. Beszéde közben ismeretlen fegyveresek közeledtek felé és tüzet nyitottak Elçi-re és ügyvédek egy csoportjára. Halálát a fejét ért golyó okozta, rajta kívül meghalt 2 rendőr, további 11 civil pedig megsebesült. A tettesek elmenekültek.
A Elçit többször őrizetbe vették, és halálosan is megfenyegették, amiért nyilvánosan kijelentette, hogy a PKK nem terrorista szervezet. Október 15-én, a gyilkosság előtt bő egy hónappal interjút adott CNN Türk csatornának, majd a TIME-nak is nyilatkozott. Október 20-án irodájában őrizetbe vették terrorizmus támogatásával és az isztambuli bíróság vádat emelt ellene, bár bírói felügyelet mellett szabadlábon maradhatott.

## Halála körül kialakult vita
Törökország miniszterelnöke Ahmet Davutoğlu azt nyilatkozta, hogy vizsgálni fogják az ügyet, mert nem lehet tudni biztosra, hogy a rendőrök és a támadók körül kialakult tűzharc során halt-e meg Elçi, vagy merénylet áldozata lett-e. Ha az utóbbi történet igaz, akkor a tettesek szándéka egyértelműnek tűnt. Továbbá hozzátette, hogy a fegyveresek "Törökországot vették célba a béke illetve a harmónia rovására".
Az ország köztársasági elnöke, Recep Tayyip Erdoğan azonban elmondta, hogy Törökország helyesen cselekedett a terrorizmus elleni küzdelemben.
A belügyminiszter Efkan Ala a sajtókonferenciáján emelte ki, hogy a lövöldözés akkor robbant ki, amikor egy ismeretlen autóból a rendőrökre lőttek.
Az eset után a helyi kormányhivatal kijárási tilalmat rendelt el.
A kurdbarát Népi Demokrata Párt (HDP) kitervelt gyilkosságnak nevezte Tahir Elçi megölését. A támadásért AKP pártot tették felelőssé, és megkérték a politikai pártokat illetve a civil szervezeteket, hogy tiltakozásképpen emeljék fel a hangjukat.
A helyi HDP képviselő, Omer Tastan pedig azt mondta, hogy amikor a sajtótájékoztató befejeződött, akkor kezdtek a támadók a tömegre lőni.
Mikor halálára fény derült, Isztambul központjában körülbelül 2000 ember a fasizmus ellen volt jelen, illetve Tahir Elçi halhatatlan-t skandálta.
Diyarbakırban pedig rendőrség vízágyúval oszlatta a tüntetőket. Több, mint 100 ügyvéd pedig Ankarában tartott békés demonstrációt.
A tűzharcról több videó is felkerült egy videómegosztó portálra, ahol a rendőrség egy olyan alakot vett célba, aki a kurd jogász felé közeledett, azonban az aktivista következő pillanatban már a földön, holtan feküdt. A támadó Tahir Elçi fejét sebesítette meg, esélyt nem adva neki a menekülésre.
Temetésére ezrek mentek ki. Bár Ahmet Davutoğlu felesküdött a tettesek kézre kerítésére, a Népi Demokrata Párt (HDP) társelnöke, Selahattin Demirtaş szerint a kormánynak nem célja a valódi bűnösök kézre kerítése. Beszédében arra próbált rávilágítani, hogy a kurdokra támadókat soha nem kapták el a történelem során.